# Liste der Monuments historiques in Hirel
Die Liste der Monuments historiques in Hirel führt die Monuments historiques in der französischen Gemeinde Hirel auf.

## Liste der Objekte
| Bezeichnung                   | Beschreibung                    | Standort                        | Kennzeichnung | Schutzstatus | Datum | Bild |
| ----------------------------- | ------------------------------- | ------------------------------- | ------------- | ------------ | ----- | ---- |
| Bleiglasfenster als Votivgabe | in den 1940er Jahren geschaffen | in der Kirche Notre-Dame (Lage) | PM35001642    | Inscrit      | 1980  |      |
| Schiffsmodell als Votivgabe   | 1875 geschaffen                 | in der Kirche Notre-Dame (Lage) | PM35001643    | Inscrit      | 1980  |      |
| Schiffsmodell als Votivgabe   | im 19. Jahrhundert geschaffen   | in der Kirche Notre-Dame (Lage) | PM35001205    | Inscrit      | 1979  |      |